# Franz Hoffmann-Fallersleben
Franz Hoffmann-Fallersleben (* 19. Mai 1855 in Weimar als Franz Friedrich Hermann Hoffmann; † 15. Mai 1927 in Berlin-Wilmersdorf) war ein deutscher Maler. Sein künstlerisches Schaffen war vorwiegend auf die Landschaftsmalerei ausgerichtet mit einem regionalen Schwerpunkt im Weserbergland, speziell im Bereich von Höxter/Corvey, wo sein Vater August Heinrich Hoffmann von Fallersleben ab 1860 als Bibliothekar arbeitete. Der einzige Sohn aus der Ehe seines berühmten Vaters mit dessen Nichte Ida zum Berge schuf nach seiner Ausbildung in Düsseldorf und Weimar seit den 1870er Jahren eine Reihe von Werken, die sich heute größtenteils im Besitz der Hoffmann-von-Fallersleben-Gesellschaft sowie in Privatbesitz befinden. Insgesamt hinterließ er über 500 Gemälde/Ölbilder und etwa 30 Skizzenbücher. Seine Werke werden der „Wirklichkeitsmalerei“, einer Landschaftsmalerei zwischen Naturalismus und Impressionismus zwischen dem letzten Viertel des 19. Jahrhunderts und den ersten Jahrzehnten des 20. Jahrhunderts (O. Gradel), zugerechnet.

## Leben und Werk

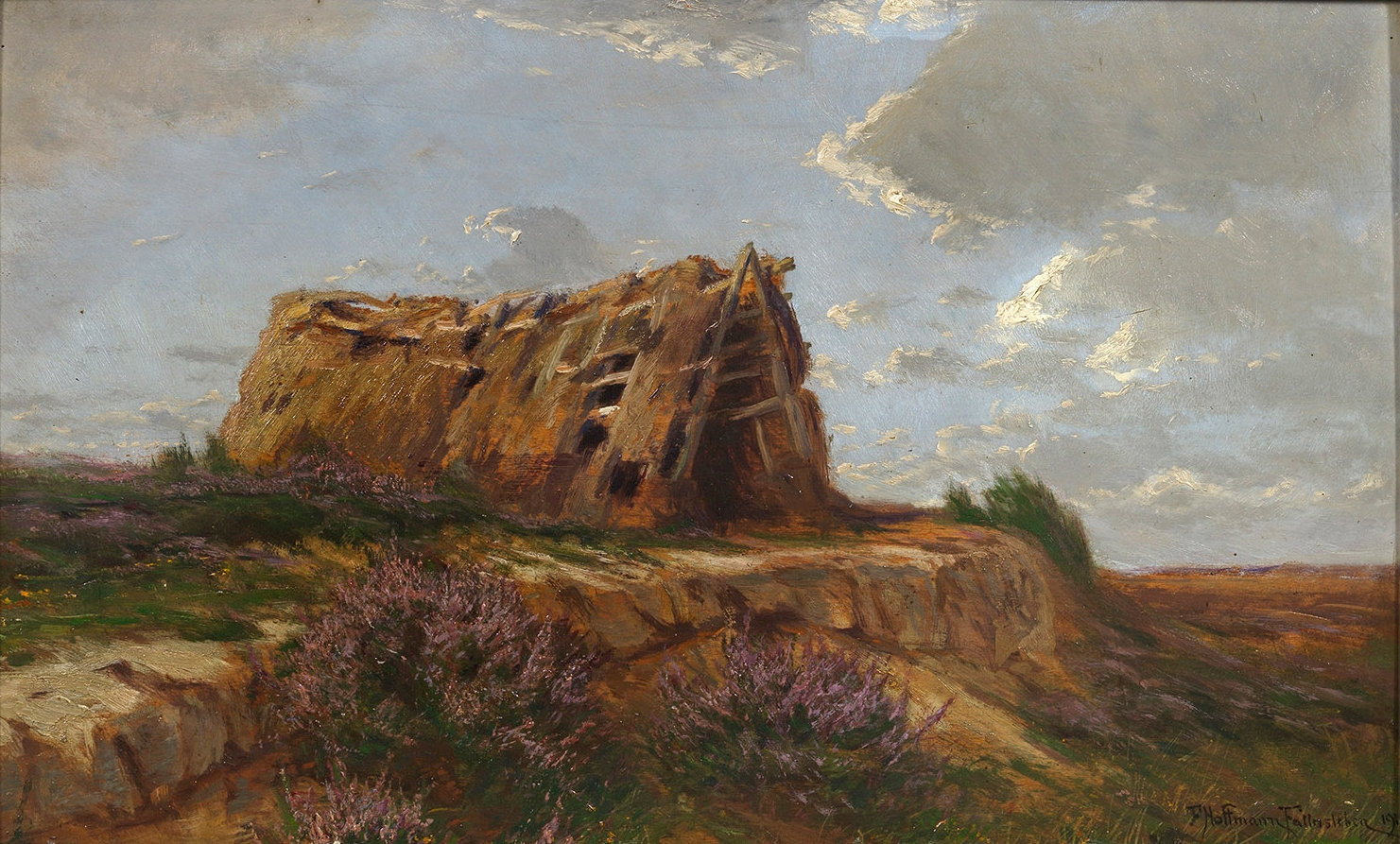
Franz Hoffmann-Fallersleben: Torfhütte im Oldenburger Land (1916)

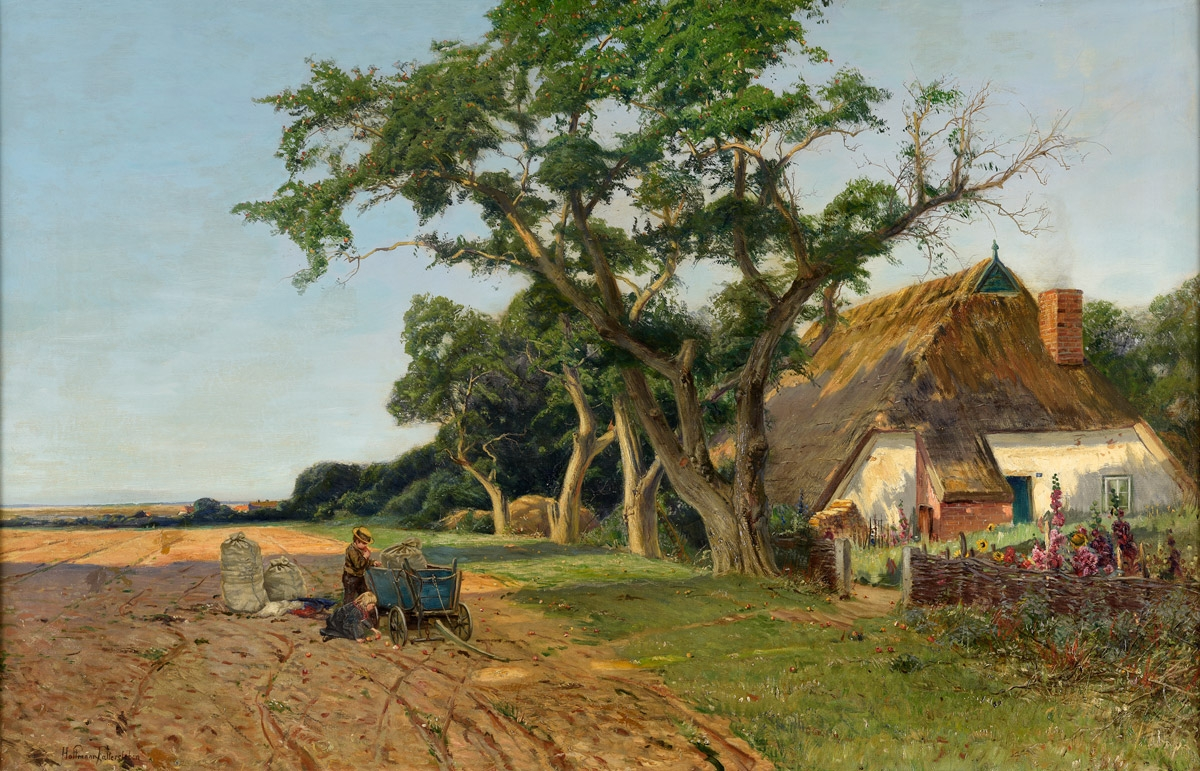
Franz Hoffmann-Fallersleben: Apfelernte in Ostholstein, um 1897

Franz (Friedrich Hermann) Hoffmann wurde am 19. Mai 1855 in Weimar als zweites Kind des Dichters August Heinrich Hoffmann von Fallersleben und seiner Ehefrau Ida geboren. Seine Taufpaten waren der Komponist Franz Liszt und Friedrich Preller, der als Kunsterzieher in Weimar tätig war. Seine Mutter stammte aus der Pastorenfamilie zum Berge in Bothfeld bei Hannover. Sie war bedeutend jünger als der Vater, der sie als nahe Verwandte (Nichte) 1849 im Alter von 18 Jahren heiratete. Franz blieb das einzige Kind aus dieser Ehe. Seine beiden Geschwister starben im Kindesalter. Im Alter von fünf Jahren war Franz Halbwaisenkind. Die Mutter starb 1860 mit nur 29 Jahren, in demselben Jahr, als die Familie nach Corvey umsiedelte. Dort hatte Franz’ Vater beim Herzog von Ratibor, dem neuen Besitzer der Abtei Corvey, eine Anstellung als Bibliothekar erhalten. An die Stelle der Mutter trat eine Tante aus der Familie zum Berge, bei der Franz in Corvey aufwuchs.
Die Jugendzeit scheint nicht ganz unproblematisch gewesen zu sein. Franz war Schüler an mehreren Gymnasien: ab 1867 am Pro-Gymnasium in Höxter, dann am Gymnasium in Helmstedt (ab 1869) und von 1871 an als Schüler am Gymnasium in Holzminden. Schon früh zeigten sich seine künstlerischen und musischen Interessen. Die ersten nachweisbaren Skizzen und Studien des jungen Malers stammen aus den 1870er Jahren (Waldstudien, Weserbergland, Ostsee u. a.). Mit Unterstützung seines Vaters begann Franz 1872 das Studium an der Kunstakademie Düsseldorf, damals bekannt für die Düsseldorfer Malerschule. Bis 1873 waren dort Andreas Müller und Heinrich Lauenstein seine akademischen Lehrer. Nach dem Brand der Akademie waren die Studienbedingungen für die Entwicklung des Jünglings nicht sonderlich gut, außerdem konnte ihn sein berühmter Vater zu dieser Zeit nicht weiter unterstützen. Franz wechselte daher den Studienort und siedelte um nach Weimar, seinem Geburtsort. Dort setzte er sein Kunststudium mit Unterstützung und Hilfe seines Patenonkels Friedrich Preller fort. Hoffmann war in Weimar Schüler und Meisterschüler bei Theodor Hagen (1842–1919). Das Studium beendete er dort 1879 mit Erfolg. Bis 1888 lebte er in Weimar mit Unterbrechung eines zweijährigen Aufenthaltes erneut in Düsseldorf, wo Kontakte zu Malerkollegen bestanden, und einer Studienreise, die ihn nach Rom führte. In seiner Weimarer Zeit war Hoffmann-Fallersleben in einer engen Künstlerfreundschaft mit dem Landschaftsmaler Karl Buchholz (1849–1889) verbunden, für dessen Werk er sich nach dem frühen Tod des Freundes einsetzte.
Franz Hoffmann heiratete 1882 Thekla Luise Kaiser (1858–1927), ebenfalls eine Künstlerin, die als Keramikerin mit Jugendstil-Vasen und -Objekten sich einen Namen machte. Die Familie siedelte 1888 von Weimar nach Berlin über. Zwei Kinder wurden in den ersten Ehejahren in Weimar geboren: Maria Katharina (1883–1948) und Hans-Joachim (1886–1924), der ebenfalls später als Kunstmaler tätig war. Eine weitere Tochter Maria wurde 1891 in Berlin geboren.
Während seiner Schaffenszeit unternahm Franz Hoffmann-Fallersleben Studienreisen, insbesondere in das Gebiet um Hannover, die Lüneburger Heide, Ostwestfalen, an die Küsten der Nord- und Ostsee sowie nach Thüringen und in seine Heimat, in das Weserbergland bei Corvey. Über viele Jahre war er mit dem Oldenburger Land, insbesondere mit der Friesischen Wehde, eng verbunden. Um 1910 verbrachte er die Sommermonate mit seiner Familie in dem Dorf Neuenburg am Rande des Neuenburger Urwalds, der mit seinem alten Bestand an Eichen und Buchen in den 1830er Jahren von Friedrich Preller d. Ä. als attraktives Malrevier entdeckt worden war und danach zu einem Mekka der deutschen Landschaftsmalerei im 19. Jahrhundert wurde. Hoffmann-Fallerslebens Bilder wurden zu Lebzeiten in Ausstellungen u. a. in Bremen, Breslau, Düsseldorf, Dresden, Hannover, Hamburg, München, Oldenburg, Posen und Rom gezeigt. 1908 erfolgte die Ernennung zum Professor ehrenhalber durch den Großherzog von Oldenburg.

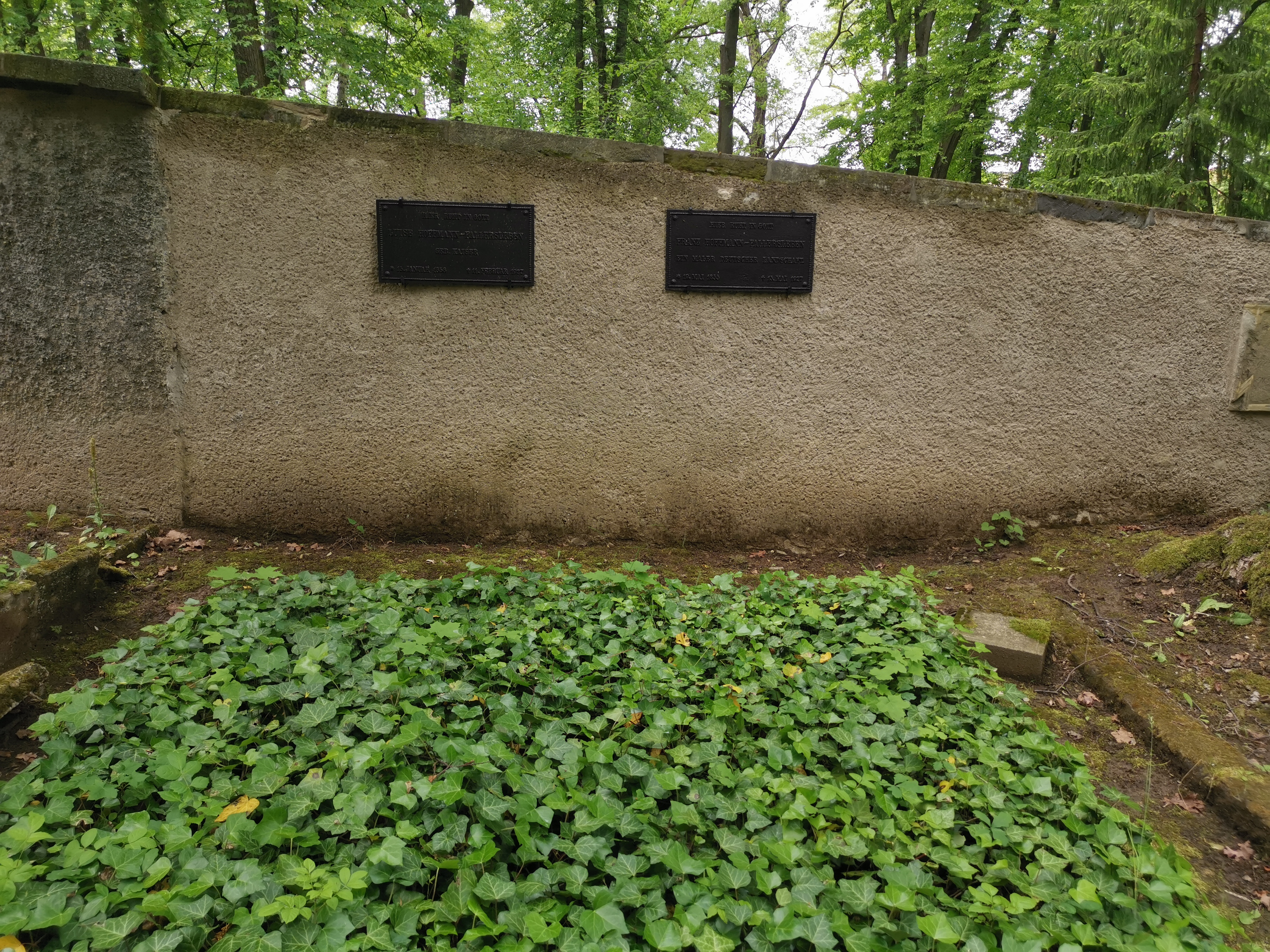
Grabstätte

Kurz nach dem Tod seiner Ehefrau verstarb auch Franz Hoffmann-Fallersleben in Berlin vier Tage vor Vollendung seines 72. Lebensjahres. Er wurde in seiner Geburtsstadt Weimar auf dem Historischen Friedhof beigesetzt.